# Jan Baltazar Crommel

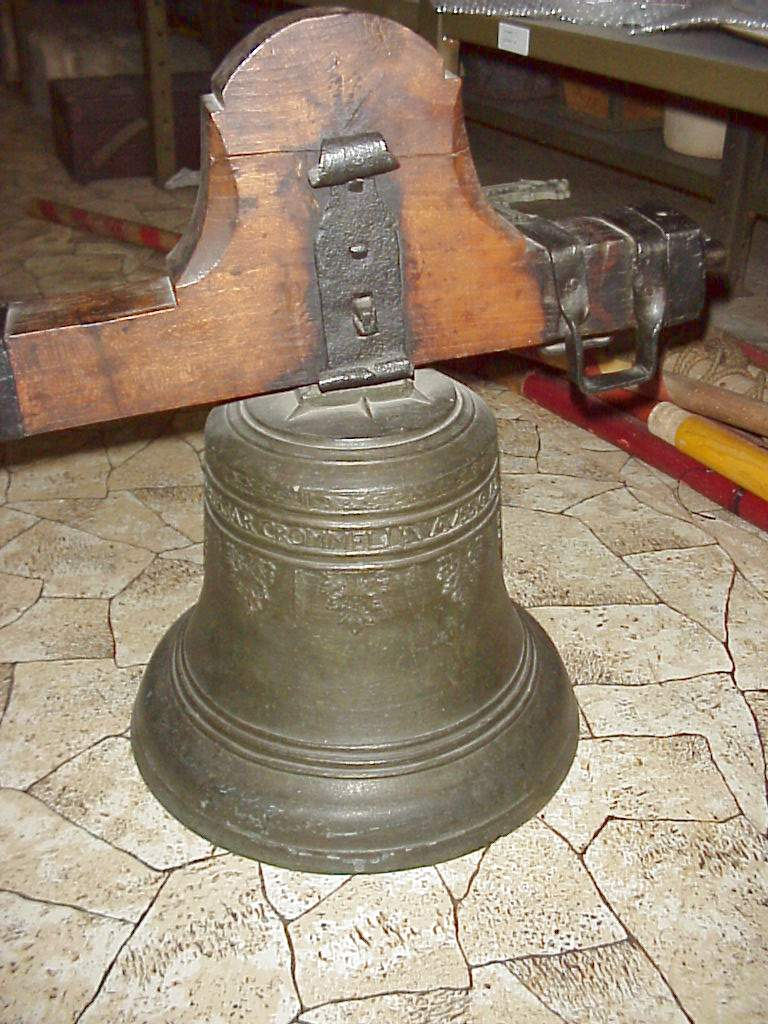
Zvon od Jana B. Crommela z kostela Nanebevzetí Panny Marie v Ústí nad Labem z roku 1714

Jan Baltazar Crommel byl německý zvonař konce 17. století a počátku 18. století, působící především v severních Čechách. Původně pocházel z Trevíru. Pravděpodobně neměl žádnou stálou dílnu a zvony odléval přímo na určeném místě, delší čas zřejmě pobýval v České Lípě, Lounech a Ústí nad Labem; právě v severních Čechách se nachází největší část jeho zvonů.
Prozatím jsou známy jeho zvony z let 1692–1719. Výjimkou je (nedochovaný) zvon z roku 1676 ve Svádově, u nějž se předpokládá, že ho vyrobil Crommelův otec nebo jiný příbuzný. V Německu je známo několik zvonařů s příjmením Crommel z 2. poloviny 17. století.

## Varianty jména
Většina zvonů mistra Crommela nese nápisy v němčině, a jeho jméno se proto objevuje spíše v německé podobě Johann Balthasar. Pokud jde o příjmení, někdy bývá v literatuře uvedeno též v podobě Grommel, což může být způsobeno chybným přečtením nápisu. V nápisech se objevuje též podoba Crommeli. 

## Charakteristika zvonů
- Zpravidla chudší a ne příliš detailně propracovaná výzdoba.
- Jednořádkový nápis se signaturou kolem čepce (goss mich Iohann Balthasar Crommel s uvedením datace a provenience).
- Ornamentální pás kolem čepce, tvořený střídajícími se akanty a olivovými listy.
- Časté užívání chronogramů.
- Nejčastěji německé nápisy, řidčeji latinské a české.

## Zvony Jana Baltazara Crommela v Česku
| Rok  | Obec (okres)                 | Objekt                                     | Zdroj                                                    | Poznámka                                            |
| ---- | ---------------------------- | ------------------------------------------ | -------------------------------------------------------- | --------------------------------------------------- |
| 1676 | Svádov (Ústí nad Labem)      | kostel sv. Jakuba Většího                  | Stumpfe, s. 57                                           |                                                     |
| 1692 | Česká Lípa                   | kostel Narození Panny Marie                | Zoubek                                                   |                                                     |
| 1694 | Český Dub (Liberec)          | kostel sv. Ducha                           | Soupis XXXII                                             |                                                     |
| 1694 | Všebořice (Ústí nad Labem)   | kostel sv. Mikuláše                        | sádrový odlitek v Muzeu města Ústí nad Labem             |                                                     |
| 1694 | Slatina (Litoměřice)         | kostel sv. Jana Nepomuckého                | Soupis IV                                                |                                                     |
| 1695 | Peruc (Louny)                | kostel sv. Petra a Pavla                   | Soupis II                                                |                                                     |
| 1695 | Chlumčany (Louny)            | kostel sv. Klimenta                        | Soupis II                                                |                                                     |
| 1698 | Chabařovice (Ústí nad Labem) | kostel Narození Panny Marie (3 zvony)      | Dějiny města Chabařovic                                  |                                                     |
| 1700 | Robeč (Litoměřice)           | kostel sv. Martina                         | Jarschel                                                 |                                                     |
| 1700 | Vítkov (Liberec)             | kostel Panny Marie                         | Soupis LI                                                |                                                     |
| 1700 | Mníšek (Liberec)             | kostel sv. Mikuláše                        | Soupis LI                                                |                                                     |
| 1701 | Habartice (Liberec)          | kostel sv. Kateřiny                        | Soupis LI                                                |                                                     |
| 1702 | Blíževedly (Česká Lípa)      | kostel sv. Václava                         | Jarschel                                                 |                                                     |
| 1707 | Ústí nad Labem               | kostel Nanebevzetí Panny Marie             | signatura na zvonu (uložen v Muzeu města Ústí nad Labem) |                                                     |
| 1708 | Mukařov (Litoměřice)         | zvonice kostela sv. Františka Serafinského | Luksch, s. 110                                           |                                                     |
| 1709 | Ústí nad Labem               | kostel sv. Materny                         | signatura na zvonu (uložen v Muzeu města Ústí nad Labem) |                                                     |
| 1709 | Lišany (Rakovník)            | kostel Nanebevzetí Panny Marie             | Soupis XXXIX                                             |                                                     |
| 1710 | Horní Jiřetín (Most)         | kostel Nanebevzetí Panny Marie             | nápis na zvonu                                           | jde o zvon bez srdce (cymbál), v horní lucerně věže |
| 1710 | Bečov (Most)                 | kostel sv. Jiljí                           | Eichlerova sbírka                                        |                                                     |
| 1710 | Libotenice (Litoměřice)      | kostel sv. Kateřiny                        | Soupis IV.                                               |                                                     |
| 1712 | Církvice (Ústí nad Labem)    | kostel Nanebevzetí Panny Marie             | Luksch, s. 210                                           |                                                     |
| 1713 | Krupka (Teplice)             | kostel Bolestné Panny Marie                | signatura na zvonu                                       |                                                     |
| 1714 | Křemýž (Teplice)             | kostel sv. Petra a Pavla                   | Wolf - Soukup, kat. č. 220                               | zvon (průměr 39 cm) se nedochoval                   |
| 1714 | Habartice (Teplice)          | kostel                                     | Rybička                                                  |                                                     |
| 1714 | Křemýž (Teplice)             | kostel sv. Petra a Pavla                   | signatura na zvonu                                       | průměr zvonu 15,5 cm                                |
| 1714 | Ústí nad Labem               | kostel Nanebevzetí Panny Marie             | signatura na zvonu (uložen v Muzeu města Ústí nad Labem) |                                                     |
| 1714 | Světec (Teplice)             | Kostel sv. Jakuba Většího                  | Eichlerova sbírka                                        |                                                     |
| 1716 | Černčice (Louny)             | kostel sv. Vavřince                        | Soupis II                                                |                                                     |
| 1719 | Jedlka (Děčín)               | kostel sv. Anny                            | Stumpfe, s. 101                                          |                                                     |
| 1720 | Bílina (Teplice)             | kostel Zvěstování P. Marii na Újezdě       | Wolf - Soukup, kat. č. 239                               | zvon se nedochoval                                  |